# Nachodka (zatoka)
Nachodka (ros. Находка), do 1972 roku Amierika (ros. Америка) – jedna z zatok, na które dzieli się rosyjska Zatoka Piotra Wielkiego. Nad zatoką położone jest miasto Nachodka.
Zatoka została odkryta w 1855 roku. W 1859 roku została zbadana przez załogę rosyjskiej korwety Amierika, zaś pierwsze osiedle (Amierikanka) założono w 1907 roku nazywając je na cześć tego statku. Również zatoka początkowo nosiła nazwę Amierika. Nazwę zmieniono na obecną w 1972 roku.

## Hydrografia
Szerokość  zatoki przy wejściu wynosi około 18 km. Długość 13,5 km. Maksymalna głębokość wynosi 70 m. Pływy do 60 cm. Od otwartego morza osłania ją Wyspa Lisia.
Do Nachodki uchodzą m.in. rzeki Partizanskaja i Kamienka.
Zachodnia część zatoki, oddzielona półwyspem, na końcu którego znajduje się przylądek Mys Astafjewa, również nosi nazwę Nachodka (бухта Находка). Nazwa ta jest starsza, funkcjonowała w czasach kiedy zewnętrzną zatokę Nachodka nazywano jeszcze Amierika.